# Rågården
Rågården is een plaats (småort) in de gemeente Göteborg in het landschap Västergötland en de provincie Västra Götalands län in Zweden. De plaats heeft 56 inwoners (2005) en een oppervlakte van 10 hectare. De plaats wordt omsloten door bos en ligt ongeveer vijf kilometer ten oosten van de stad Göteborg. Net ten noorden van de plaats ligt een golfbaan.

## Verkeer en vervoer
Bij de plaats loopt de Länsväg 190.